# Borolong
Borolong est une ville du Botswana.